# UTM
UTM (англ. Universal Traffic Manager) — російська білінгова система для невеликих та середніх операторів зв'язку. Виробником заявляється про приблизно 2,5-3 тисячах запровадженях системи з 2003 року. Окрім домашніх мереж та мереж HotSpot використовується для підрахунку трафіку у транзитних операторів, операторів телефонії.

## Склад системи
Система складається з компонентів:
- ядро системи
- RADIUS-сервер
- демон виконання команд
- утиліта разбору текстової інформації щодо трафіку чи телефоних дзвінках
- пакет динамічного управління шейпуванням
- пакет автоматизації керування системою
- інтерфейс адміністратора
- cgi-компоненти інтерфейсу користувача

## Надстройки над системою
- Інтерфейс касиру
- Інтеграція з 1С
- Інтеграція з платіжними системами (ОСМП, E-Port, Handy-Bank, Pay-Pal, Sms4pay, WebMoney, Яндекс.Гроші)
- UTM5 підтримується Userside

## Платформи, що підтримуються та операційні системи
На даний час існують збірки системи під наступні операційні системи:
- FreeBSD 4.x, 5.x, 6.x, 7.x и 8.x — платформа x86
- Linux: RedHat Enterprise Linux 5, CentOS 5, Debian (Lenny, Etch и Sarge), Gentoo, RedHat 9 — платформа x86
- Solaris 9 — платформа SPARC (починаючи із збірки 5.2.1-008-beta підтримка обмежена)
- Microsoft Windows 2003 Server — платформа x86